# Курбатов Костянтин Іванович
Костянтин Іванович Курбатов (8 травня 1926, Бердянськ, Маріупольська округа, Донецька губернія УСРР  (нині — Запорізька область, Україна) — липень 2008, Санкт-Петербург, Росія) — російський радянський письменник, журналіст.
Жив і працював у Ленінграді (нині — Санкт-Петербург). Писав переважно книги для дітей та підлітків (деякі перекладені українською мовою).

## Біографія
Народився у місті Бердянську Маріупольської округи, Донецької губернії УСРР  (нині — Запорізька область, Україна). З 1927 року мешкав у Ленінграді. Батько — інженер, мати — домогосподарка. Займався малюванням і скульптурою в гуртку при Палаці піонерів. У 1940 році вступив в Середню художню школу при Академії мистецтв на скульптурне відділення. У 1941 році евакуювався з батьками до Казані. У 1943 році мобілізований на фронт. Закінчив військове училище, отримавши спеціальність морського льотчика. Після закінчення війни служив офіцером ВМФ СРСР на острові Ягідник, потім працював військовим журналістом.
У 1963 році закінчив факультет журналістики ЛДУ.
Друкувався з 1965 року.
Працював в редакції журналу «Нева» і газеті «Ленинградская правда». Член СП СРСР.

## Твори
- Пропагандист — организатор, воспитатель и наставник. — М., 1961.
- Лёха-адмирал. — Архангельск, 1968.
- Волшебная гайка. — Л., Детская литература, 1969.
- «Пророк из 8 «б», или Вчера ошибок не будет». — Л., Детская литература, 1974.
- «Чуть-чуть считается»[4]
- «Волшебная гайка» (рассказ). — М., Детская литература, 1978.
- «Тимкины крылья» (повесть) М., 1969[5], 1971, 1972, 1979[6]
- «Я хочу в космос» (книжка-картинка, для дошк. возраста). — Л., Детская литература, 1980.
- «Перочинный ножик» (рассказ о К. Марксе, для дошк. возраста). — М., Малыш, 1985.
- «Мы не жадины» (для дошк. возраста). — М., Малыш, 1984, 1986.
- «Еретик Жоффруа Валле» (роман) Л. — Детская литература, 1987; — 208 с.
- «Полковник в отставке» (повести) Л. — Лениздат, 1987. — 288 с.
- Еретик Жоффруа Валле. — М., Просвещение, 2008.